# Coccidencyrtus
Coccidencyrtus is een geslacht van vliesvleugeligen uit de familie Encyrtidae. De wetenschappelijke naam van dit geslacht is voor het eerst geldig gepubliceerd in 1900 door Ashmead.

## Soorten
Het geslacht Coccidencyrtus omvat de volgende soorten:
- Coccidencyrtus albiflagellum (Girault, 1915)
- Coccidencyrtus albitarsus (Girault, 1915)
- Coccidencyrtus annulipes (Blanchard, 1940)
- Coccidencyrtus aries Noyes, 2023
- Coccidencyrtus artemisiae Myartseva, 1981
- Coccidencyrtus auricornis (Girault, 1924)
- Coccidencyrtus australis (Girault, 1915)
- Coccidencyrtus bicolor (Girault, 1915)
- Coccidencyrtus blanchardi (De Santis, 1954)
- Coccidencyrtus chenoa Noyes, 2023
- Coccidencyrtus clavatus (Hayat, Alam & Agarwal, 1975)
- Coccidencyrtus cyathus Noyes, 2023
- Coccidencyrtus denieri Blanchard, 1940
- Coccidencyrtus duplachionaspidis Myartseva, 1978
- Coccidencyrtus dynaspidioti Battaglia, 1988
- Coccidencyrtus ensifer (Howard, 1885)
- Coccidencyrtus fescus Noyes, 2023
- Coccidencyrtus gowanus Noyes, 2023
- Coccidencyrtus grioti Blanchard, 1940
- Coccidencyrtus harpales Noyes, 2023
- Coccidencyrtus infuscatus Compere & Annecke, 1961
- Coccidencyrtus jacintha Noyes, 2023
- Coccidencyrtus juno Noyes, 2023
- Coccidencyrtus lepidosaphidis Sharkov, 1995
- Coccidencyrtus longicaudatus Tan & Zhao, 1998
- Coccidencyrtus longiclavatus Xy, 2005
- Coccidencyrtus maculicornis (Blanchard, 1940)
- Coccidencyrtus malloi Blanchard, 1964 (= C. ochraceipes)
- Coccidencyrtus matias Noyes, 2023
- Coccidencyrtus mandibularis (Hayat, Alam & Agarwal, 1975)
- Coccidencyrtus maritimus Sharkov, 1995
- Coccidencyrtus obesus De Santis, 1964
- Coccidencyrtus ochraceipes Gahan, 1927
- Coccidencyrtus phenacocci Ferrière, 1955
- Coccidencyrtus plectroniae Risbec, 1959
- Coccidencyrtus procris Noyes, 2023
- Coccidencyrtus pomadus Noyes, 2023
- Coccidencyrtus punctatus Compere & Annecke, 1961
- Coccidencyrtus quebrus Noyes, 2023
- Coccidencyrtus reshan Noyes, 2023
- Coccidencyrtus sivan Noyes, 2023
- Coccidencyrtus schizotargioniae Myartseva, 1978
- Coccidencyrtus secundus (Girault, 1915)
- Coccidencyrtus shafeei (Hayat, Alam & Agarwal, 1975)
- Coccidencyrtus solivus Noyes, 2023
- Coccidencyrtus steinbergi Chumakova & Trjapitzin, 1964
- Coccidencyrtus tristeryx Noyes, 2023
- Coccidencyrtus thuryus Noyes, 2023
- Coccidencyrtus umbro Noyes, 2023
- Coccidencyrtus viviana Noyes, 2023
- Coccidencyrtus wallacei (Girault, 1915)
- Coccidencyrtus xero Noyes, 2023
- Coccidencyrtus xylomus Noyes, 2023